# Карел Гейтінг
Карел Гейтінг (нід. Karel Heijting, 1 травня 1883, Кутоаржо, Голландська Ост-Індія — 1 серпня 1951, Париж) — нідерландський футболіст і військовий.

## Життєпис
Гейтінг провів 246 ігор за ГВВ (Гаага) на позиції захисника, три рази вигравши чемпіонат Нідерландів. Також в 1903 році став володарем Кубка Нідерландів. ГВВ у фіналі переміг ГБС з рахунком 6:1.
Представляв збірну Нідерландів на літніх Олімпійських іграх 1908 року, вигравши бронзову медаль. Нідерланди без гри пройшли до півфіналу, де грали проти збірної Великої Британії. Цей матч команда програла з рахунком 0:4. В матчі за бронзу збірна Нідерландів перемогла Швецію з рахунком 2:0 завдяки голам Йопса Рімана (6-та хвилина) і Едю Снетхлаге (58-а хвилина). Гейтінг зіграв сімнадцять міжнародних матчів за збірну Нідерландів у період з 1907 по 1910 рік. Був першим гравцем з Голландської Ост-Індії, який грав за збірну Нідерландів.
Гейтінг поїхав до Парижа в 1914 році і працював у банку Le Crédit Lyonnais. 24 серпня 1914 року під час Першої світової війни записався до французького Іноземного легіону. 9 травня 1915 був поранений у боях під Аррасом і потрапив у німецький полон. Тільки четверо з 250 членів його підрозділу вижили в цій битві. Потрапив до госпіталю у Фрідріхсфельді біля Верде й залишався ув'язненим у таборі поблизу Дюссельдорфа до кінця війни.
Помер у Парижі у віці 68 років.

## Титули і досягнення
- Бронзовий призер Олімпійських ігор (1):

Нідерланди: 1908
- Чемпіон Нідерландів (3):

ГВВ (Гаага): 1905, 1907, 1910
- Володар Кубка Нідерландів (1):

ГВВ (Гаага): 1903

## Статистика

### Статистика виступів за збірну
| Дата       | Місто      | Господарі       | Результат | Гості            | Турнір               | Голи | Примітки                 |
| ---------- | ---------- | --------------- | --------- | ---------------- | -------------------- | ---- | ------------------------ |
| 1-4-1907   | Гаага      | Нідерланди      | 1 – 8     | Англія           | товариський матч     | -    | Аматорська збірна Англії |
| 14-4-1907  | Антверпен  | Бельгія         | 1 – 3     | Нідерланди       | товариський матч     | -    |                          |
| 9-5-1907   | Гарлем     | Нідерланди      | 1 – 2     | Бельгія          | товариський матч     | -    |                          |
| 21-12-1907 | Дарлінгтон | Англія          | 12 – 2    | Нідерланди       | товариський матч     | -    | Аматорська збірна Англії |
| 29-3-1908  | Антверпен  | Бельгія         | 1 – 4     | Нідерланди       | товариський матч     | -    |                          |
| 26-4-1908  | Роттердам  | Нідерланди      | 3 – 1     | Бельгія          | товариський матч     | -    |                          |
| 10-5-1908  | Роттердам  | Нідерланди      | 4 – 1     | Франція          | товариський матч     | -    |                          |
| 22-10-1908 | Лондон     | Велика Британія | 4 – 0     | Нідерланди       | ОІ 1908 - 1/2 фіналу | -    |                          |
| 23-10-1908 | Лондон     | Нідерланди      | 2 – 0     | Швеція           | ОІ 1908 - За 3 місце | -    |                          |
| 25-10-1908 | Гаага      | Нідерланди      | 5 – 3     | Швеція           | товариський матч     | -    |                          |
| 21-3-1909  | Антверпен  | Бельгія         | 1 – 4     | Нідерланди       | товариський матч     | -    |                          |
| 12-4-1909  | Амстердам  | Нідерланди      | 0 – 4     | Англія           | товариський матч     | -    | Аматорська збірна Англії |
| 25-4-1909  | Роттердам  | Нідерланди      | 4 – 1     | Бельгія          | товариський матч     | -    |                          |
| 11-12-1909 | Лондон     | Англія          | 9 – 1     | Нідерланди       | товариський матч     | -    | Аматорська збірна Англії |
| 13-3-1910  | Антверпен  | Бельгія         | 3 – 2     | Нідерланди       | товариський матч     | -    |                          |
| 10-4-1910  | Гарлем     | Нідерланди      | 7 – 0     | Бельгія          | товариський матч     | -    |                          |
| 24-4-1910  | Арнем      | Нідерланди      | 4 – 2     | Німецька імперія | товариський матч     | -    |                          |
| Усього     |            | Матчів          | 17        |                  | Голів                | 0    |                          |